# Патриотический альянс (ЮАР)
Патриотический альянс — политическая партия в ЮАР, сформированная в ноябре 2013 года бизнесменами Гэйтоном Маккензи и Кенни Кюнене. Позиционирует себя как альтернатива Демократическому альянсу и АНК. Представляет правые, антимигрантские взгляды.
На всеобщих выборах 2014 года партия набрала всего 0,07 % голосов, не пройдя в парламент. Свой лучший результат партия показала на выборах 2024 года, набрав 2,06 % голосов, и получив 9 мест в парламенте, в последствии войдя в правящую коалицию. Основной электорат партии расположен в Западно-Капской провинции и в провинции Гаутенг, и преимущественно представляется чернокожим населением. Гэйтон Маккензи неоднократно критиковал национальные власти и руководство Западно-Капской провинции за недостаточно эффективную борьбу с организованной преступностью.